# Rahmane Barry
Rahmane Barry (ur. 30 czerwca 1986 w Dakarze) - senegalski piłkarz, występujący na pozycji napastnika. Od 2013 jest zawodnikiem US Montagnarde Lochrist.

## Kariera klubowa
Barry urodził się w Senegalu, ale jako dziecko emigrował z rodzicami do Francji. Jest wychowankiem Olympique Marsylia. Debiut w Ligue 1 zaliczył 20 grudnia 2003, w wygranym 1-0 pojedynku z Toulouse FC. Wszedł wtedy na boisko w 65. minucie, w miejsce Fernandao. Łącznie w tamtym sezonie rozegrał trzy spotkania. W kolejnych dwóch sezonach w lidze zagrał po jednym razie. Nie mogąc przebić się do wyjściowej jedenastki, wypożyczono go do drugoligowego FC Lorient. Zdobył tam pierwszego gola w karierze. Było to w meczu przeciwko SC Bastii, rozegranym 14 października 2005, zremisowanym bezbramkowo. Z tym klubem już w pierwszym sezonie wywalczył awans do ekstraklasy. W Ligue 1 rzadziej grywał w pierwszej jedenastce, zaliczając łącznie 13 meczów w tamtym sezonie.
Po zakończeniu okresu wypożyczenia odszedł do CS Sedan, występującego w Ligue 2. W tej drużynie zadebiutował 27 lipca 2007, w zremisowanym 0-0 spotkaniu z Grenoble Foot 38. Podobnie jak w Marsylii nie zdołał wywalczyć sobie miejsca w pierwszym składzie. Dlatego też w styczniu 2008 powędrował na wypożyczenie do FC Gueugnon. Latem 2008 powrócił do Sedanu. W 2010 roku przeszedł do AS Beauvais. W 2012 roku grał w Bangkok United, a następnie odszedł z niego do US Montagnarde Lochrist.
| Sezon   | Klub               | Kraj    | Rozgrywki            | Mecze | Bramki |
| ------- | ------------------ | ------- | -------------------- | ----- | ------ |
| 2003/04 | Olympique Marsylia | Francja | Ligue 1              | 3     | 0      |
| 2004/05 | Olympique Marsylia | Francja | Ligue 1              | 1     | 0      |
| 2005/06 | Olympique Marsylia | Francja | Ligue 1              | 1     | 0      |
| 2005/06 | FC Lorient         | Francja | Ligue 2              | 20    | 3      |
| 2006/07 | FC Lorient         | Francja | Ligue 1              | 13    | 0      |
| 2007/08 | CS Sedan           | Francja | Ligue 2              | 4     | 0      |
| 2007/08 | FC Gueugnon        | Francja | Ligue 2              | 10    | 3      |
| 2008/09 | CS Sedan           | Francja | Ligue 2              | 5     | 0      |
| 2010/11 | AS Beauvais        | Francja | Championnat National | 3     | 0      |

## Kariera reprezentacyjna
Barry jest reprezentantem Senegalu. Zadebiutował w niej w 2005 roku. Dotychczas w drużynie narodowej wystąpił dziewięciokrotnie. Był uczestnikiem Pucharu Narodów Afryki w 2006 roku.